# Филиф-Гюне
Фили́ф-Гюне́ (лезг. Филиф-Гуьне) — покинутое село в Ахтынском районе Дагестана.

## География
Село Филиф-Гюне расположено в восточной части Ахтынского района, на одном из западных отрогов Шалбуздагского хребта.

## История
Село Филиф-Гюне было основано сравнительно недавно, как отсёлок близлежащего села Ялджух. В 1953 году жители села Филиф-Гюне, вместе с жителями близлежащих сёл Ялджух и Филидзах были переселены в село Советское Магарамкентского района Дагестана. В данное время село пустует.

## Население
Жителями села Филиф-Гюне были отсельники из села Ялджух. До переселения в селе жили лезгины, мусульмане-сунниты. На данный момент в селе никто не живёт.